# Thomas Kraft
Thomas Kraft (Kirchen, 1988. július 22. –) egykori német profi labdarúgó.

## Sikerei, díjai
- Bundesliga (2): 2008 és 2010
- DFB-Pokal (1): 2009–10
- DFL-Szuperkupa (1): 2010
- UEFA-bajnokok ligája döntős: 2010